# Этюд в багровых тонах (фильм, 1933)
«Этю́д в багро́вых тона́х» (англ. A Study in Scarlet) — американский художественный фильм, поставленный в 1933 году режиссёром Эдвином Л. Марином по сценарию Роберта Флори.

## Сюжет
История начинается с загадочного самоубийства, затем перерастает в раскрытие тайны общества «Алое кольцо».
Общество во главе с адвокатом Тедди Мерридью собирает активы любого из его умерших членов и делит их между оставшимися членами. Члены общества начинают умирать один за другим. К Шерлоку Холмсу обращается вдова члена «Алого кольца» Джеймса Мерфи, которая осталась без гроша.

## В ролях
| Актёр           | Роль               |
| --------------- | ------------------ |
| Реджинальд Оуэн | Шерлок Холмс       |
| Варбуртон Гэмбл | доктор Ватсон      |
| Алан Маубрэй    | инспектор Лестрейд |
| Анна Вонг       | миссис Пик         |
| Дорис Ллойд     | миссис Мерфи       |

## Производство
Хотя фильм получил название первой повести Артура Конан Дойла, в которой появляется персонаж Шерлока Холмса, он не имеет прямого отношения к литературному источнику и поставлен по оригинальному сценарию Роберта Флори.

## Технические данные
- Цвет: Черно-белый
- Звук: Моно
- Длина плёнки: 1997 м
- Кинематографический процесс: сферический
- Печатный формат пленки: 35 мм
- Соотношение сторон: 1.37 : 1